# Pitsusköngäs
Pitsusköngäs (severosámsky Bihčosgorži)  je největší vodopád v celém Finsku. Jeho maximální výška je 17 metrů. Nachází se v Käsivarské  oblasti divočiny (v Käsivarském chráněném územím), asi  45 km od vesnice Kilpisjärvi v rámci obce Enontekiö. Je přístupný po dálkové pěší cestě Nordkalottleden, což je 800 kilometrů dlouhá pěší trasa, která vede Laponskem přes Finsko, Švédsko a Norsko.
Vodopád je také známý jako „Finská Niagara“ nebo „Král finských vodopádů“

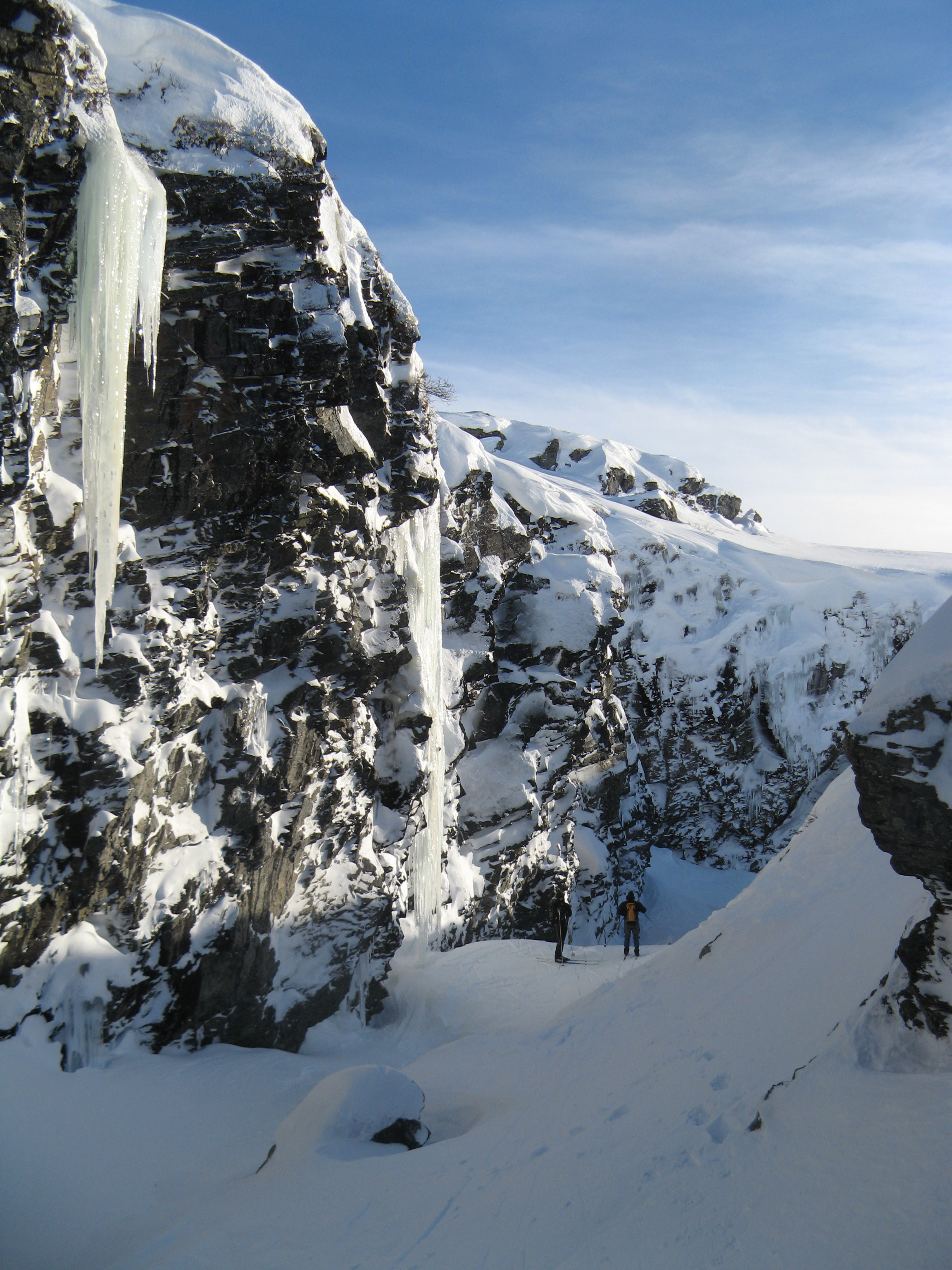
Kaňon pod vodopádem Pitsusköngäs v zimě